# Phyllis Fong
Phyllis Fong est une avocate américaine, ayant été aussi inspectrice générale du ministère de l'Agriculture des États-Unis de 2002 jusqu'en 2025, pour cause d'une révocation. Elle a fut forcée de quitter son bureau, car celle-ci refusait l'ordre de révocation créé par Donald Trump. Celle-ci fut nommée à ce poste par le président George W. Bush.
Le 24 janvier 2025, celle-ci fut démise de ses fonctions par Donald Trump, comme plusieurs autres inspecteurs généraux. Pensant son licenciement illégal, Fong défia son licenciement, mais fut extraite de force de son bureau le 29 janvier.

## Jeunesse et études
Fong est originaire de Philadelphie, en Pennsylvanie, et a grandi à Honolulu à Hawaï. Elle a obtenu une licence en études asiatiques au Pomona College et un diplôme en droit (Juris Doctor) de la Vanderbilt University Law School.

## Carrière
Fong commença sa carrière en tant qu'avocate auprès de la Commission américaine des droits civils. Elle occupa ensuite les fonctions d’avocate générale adjointe pour la Legal Services Corporation et d’inspectrice générale adjointe pour la gestion et la politique. Après avoir été inspectrice générale adjointe chargée de la gestion et du conseil juridique, Fong fut nommée inspectrice générale de la Small Business Administration en 1999. Puis Fong a été nommée inspectrice générale du ministère de l'Agriculture des États-Unis en 2002 puis a été confirmée dans ses fonctions le 2 décembre 2002,,,.
En avril 2020, Fong fut  nommée membre du Comité de responsabilisation en matière de réponse à la pandémie.

## Rupture avec Trump
Le 24 janvier 2025, le président Donald Trump a exclu Fong ainsi que plusieurs autres inspecteurs généraux. Fong a refusé de quitter son poste et a accusé l'administration Trump de ne pas suivre le bon protocole, citant la position du Conseil des inspecteurs généraux sur l'intégrité et l'efficacité et la loi sur l'inspecteur général de 1978. Elle fut escortée de force hors de son bureau par la sécurité le 29 janvier 2025.
La Maison Blanche a défendu l'exclusion de Fong et des autres inspecteurs généraux, affirmant que « ces bureaucrates rebelles et partisans […] ont été remplacés afin de laisser la place à des individus qualifiés qui défendront l'État de droit et défendront la démocratie. »

## Vie personnelle
Fong et son mari, Paul Tellier, également avocat, ont deux enfants,.